# Mollo Grande
Mollo Grande ist eine Ortschaft im Departamento La Paz im südamerikanischen Andenstaat Bolivien.

## Lage im Nahraum
Mollo Grande ist der größte Ort des Kanton Ayata im Municipio Ayata in der Provinz Muñecas. Die Ortschaft liegt auf einer Höhe von 3093 m fünf Kilometer nördlich des Río Llica, der flussabwärts über den Río Mapiri zum Río Beni fließt.

## Geographie
Mollo Grande liegt auf dem bolivianischen Altiplano am westlichen Rand der Cordillera Real. Das Klima der Region ist ein typisches Tageszeitenklima, bei dem die Temperaturschwankungen im Tagesverlauf deutlicher ausfallen als im Jahresverlauf.
Die mittlere Durchschnittstemperatur der Ortschaft liegt bei knapp 14 °C (siehe Klimadiagramm Mocomoco), die Monatsdurchschnittstemperaturen schwanken nur unwesentlich zwischen 11 °C im Juni/Juli und 15 °C von Oktober bis März. Der Jahresniederschlag beträgt etwa 750 mm, die Monatsniederschläge liegen zwischen unter 20 mm von Juli bis August und bei 100–150 mm von Dezember bis März.

## Verkehrsnetz
Mollo Grande liegt in einer Entfernung von 260 Straßenkilometern nordwestlich von La Paz, der Hauptstadt des gleichnamigen Departamentos.
Von La Paz führt die asphaltierte Nationalstraße Ruta 2 in nordwestlicher Richtung 70 Kilometer bis Huarina, von dort die Ruta 16 über Achacachi und Puerto Carabuco über weitere 95 Kilometer auf weitgehend unbefestigten Straßen bis Escoma. Dort biegt die Ruta 16 in nordöstliche Richtung ab und führt über Mocomoco nach Chuma und weiter nach Mollo Grande.

## Bevölkerung
Die Einwohnerzahl der Ortschaft ist in dem Jahrzehnt zwischen den beiden letzten Volkszählungen um fast ein Viertel zurückgegangen:
| Jahr | Einwohner         | Quelle       |
| ---- | ----------------- | ------------ |
| 1992 | keine Detaildaten | Volkszählung |
| 2001 | 1147              | Volkszählung |
| 2012 | 872               | Volkszählung |
| 2024 |                   | Volkszählung |

An der Schnittstelle zwischen Aymara- und Quechua-Bevölkerung sprechen im Municipio Ayata 56,1 Prozent der Bevölkerung Quechua und 43,3 Prozent Aymara, die Haupt-Landessprache Spanisch wird nur von 25 Prozent der Einwohner gesprochen.